# جيم غريني
جيم غريني (بالإنجليزية: Jim Greene)‏ هو لاعب قذف أيرلندي، ولد في 1950 في وترفورد في جمهورية أيرلندا.